# Егризел ле Бокаж
Егризел ле Бокаж (фр. Egriselles-le-Bocage) насеље је и општина у источном делу централне Француске у региону Бургундија-Франш-Конте, у департману Јон која припада префектури Санс.
По подацима из 2011. године у општини је живело 1213 становника, а густина насељености је износила 51,2 становника/km². Општина се простире на површини од 23,69 km². Налази се на средњој надморској висини од 180 метара (максималној 199 m, а минималној 103 m).

## Демографија
| 1962. | 1968. | 1975. | 1982. | 1990. | 1999. | 2011. |
| ----- | ----- | ----- | ----- | ----- | ----- | ----- |
| 634   | 671   | 593   | 640   | 768   | 964   | 1.213 |

График промене броја становника у току последњих година